# Ж'євіль
Ж'єві́ль (фр. Giéville) — колишній муніципалітет у Франції, у регіоні Нормандія, департамент Манш. Населення — 690 осіб (2011).
Муніципалітет був розташований на відстані близько 250 км на захід від Парижа, 50 км на південний захід від Кана, 14 км на південний схід від Сен-Ло.

## Історія
До 2015 року муніципалітет перебував у складі регіону Нижня Нормандія. Від 1 січня 2016 року належав до нового об'єднаного регіону Нормандія.
1 січня 2016 року Ж'євіль, Бректувіль, Гільбервіль i Ториньї-сюр-Вір було об'єднано в новий муніципалітет Ториньї-ле-Віль.

## Демографія
Динаміка населення (Insee ):
Розподіл населення за віком та статтю (2006):
| Стать | Всього | До 15 років | 15-24 | 25-44 | 45-64 | 65-85 | Понад 85 |
| --- | ------ | ----------- | ----- | ----- | ----- | ----- | -------- |
| Чоловіки | 307    | 56          | 20    | 94    | 109   | 28    | 0        |
| Жінки | 349    | 79          | 44    | 99    | 83    | 36    | 8        |
| \| Статево-вікова піраміда \| Статево-вікова піраміда \| Статево-вікова піраміда \| \| ----------------------- \| ----------------------- \| ----------------------- \| \| Чоловіки \| Вік \| Жінки \| \| 0 \| 85 + \| 8 \| \| 4 \| 80-84 \| 0 \| \| 12 \| 75-79 \| 8 \| \| 12 \| 70-74 \| 12 \| \| 0 \| 65-69 \| 16 \| \| 4 \| 60-64 \| 8 \| \| 23 \| 55-59 \| 12 \| \| 55 \| 50-54 \| 47 \| \| 27 \| 45-49 \| 16 \| \| 27 \| 40-44 \| 32 \| \| 24 \| 35-39 \| 12 \| \| 31 \| 30-34 \| 35 \| \| 12 \| 25-29 \| 20 \| \| 16 \| 20-24 \| 16 \| \| 4 \| 15-20 \| 28 \| \| 20 \| 10-14 \| 24 \| \| 13 \| 5-9 \| 20 \| \| 23 \| 0-4 \| 35 \| |        |             |       |       |       |       |          |
| Статево-вікова піраміда |        |             |       |       |       |       |          |
| Чоловіки | Вік    | Жінки       |       |       |       |       |          |
| 0 | 85 +   | 8           |       |       |       |       |          |
| 4 | 80-84  | 0           |       |       |       |       |          |
| 12 | 75-79  | 8           |       |       |       |       |          |
| 12 | 70-74  | 12          |       |       |       |       |          |
| 0 | 65-69  | 16          |       |       |       |       |          |
| 4 | 60-64  | 8           |       |       |       |       |          |
| 23 | 55-59  | 12          |       |       |       |       |          |
| 55 | 50-54  | 47          |       |       |       |       |          |
| 27 | 45-49  | 16          |       |       |       |       |          |
| 27 | 40-44  | 32          |       |       |       |       |          |
| 24 | 35-39  | 12          |       |       |       |       |          |
| 31 | 30-34  | 35          |       |       |       |       |          |
| 12 | 25-29  | 20          |       |       |       |       |          |
| 16 | 20-24  | 16          |       |       |       |       |          |
| 4 | 15-20  | 28          |       |       |       |       |          |
| 20 | 10-14  | 24          |       |       |       |       |          |
| 13 | 5-9    | 20          |       |       |       |       |          |
| 23 | 0-4    | 35          |       |       |       |       |          |

## Економіка
2010 року серед 464 осіб працездатного віку (15—64 років) 348 були активними, 116 — неактивними (показник активності 75,0%, у 1999 році було 74,3%). З 348 активних мешканців працювали 332 особи (173 чоловіки та 159 жінок), безробітними було 16 (6 чоловіків та 10 жінок). Серед 116 неактивних 40 осіб було учнями чи студентами, 45 — пенсіонерами, 31 була неактивною з інших причин.

У 2010 році в муніципалітеті числилось 262 оподатковані домогосподарства, у яких проживали 710,0 особи, медіана доходів виносила 18 300,5 євро на одного особоспоживача